# PEC Zwolle (piłka nożna kobiet)
PEC Zwolle – holenderski klub piłki nożnej kobiet, mający siedzibę w mieście Zwolle, w północno-wschodniej części kraju, występujący od sezonu 2010/11 w rozgrywkach Vrouwen Eredivisie, a w latach 2012–2015 w nowo powstałej, transgranicznej lidze Belgii i Holandii (BeNe League).

## Historia
Chronologia nazw:
- 2010: FC Zwolle
- 2012: PEC Zwolle

Kobieca drużyna piłkarska FC Zwolle została założona w Zwolle 10 marca 2010 roku jako kobieca sekcja klubu FC Zwolle. Klub przez pierwsze dwa sezony współpracował z Be Quick ’28, w sezonie 2012/13 z SV Zwolle, po czym znów z Be Quick '28. Od 2014 roku ma własną Jong PEC Zwolle.
W sezonie 2010/11 drużyna startowała w profesjonalnych rozgrywkach Vrouwen Eredivisie, zajmując w debiutowym sezonie ostatnie ósme miejsce. W następnym sezonie zespół był szóstym w tabeli. 1 lipca 2012 klub zmienił nazwę na PEC Zwolle. W sezonach 2012/13, 2013/14 i 2014/15 rozgrywana była Women's BeNe League, w której doszło do połączenia belgijskiej First Division i holenderskiej Eredivisie. Drużyna zajmowała kolejno 10, 11 i 12 miejsca. Od sezonu 2015/16 ponownie rozgrywano osobne mistrzostwa Holandii w Vrouwen Eredivisie. Najwyższym osiągnięciem było zajęcie czwartej lokaty w sezonie 2017/18.

## Barwy klubowe, strój, herb, hymn
|  |  |

Klub ma barwy niebiesko-białe. Piłkarki domowe spotkania zazwyczaj grają w koszulkach z poziomymi niebiesko-białymi pasami, białych spodenkach oraz białych getrach.

## Sukcesy

### Trofea międzynarodowe
Do chwili obecnej klub jeszcze nigdy nie zakwalifikował się do rozgrywek europejskich.

### Trofea krajowe
| \| \| Zdobyte trofea w rozgrywkach Holandii (stan na: 31-05-2023) \| |                                                             |      |          |
| Rozgrywki                                                            | Osiągnięcie                                                 | Razy | Sezon(y) |
| Mistrzostwo                                                          | I miejsce                                                   | 0    |          |
| Mistrzostwo                                                          | II miejsce                                                  | 0    |          |
| Mistrzostwo                                                          | III miejsce                                                 | 0    |          |
| Mistrzostwo                                                          | 4.miejsce                                                   | 1    | 2017/18  |
| Puchar                                                               | zdobywca                                                    | 0    |          |
| Puchar                                                               | finalista                                                   | 1    | 2018/19  |
| II liga                                                              | I miejsce                                                   | 0    |          |
| II liga                                                              | II miejsce                                                  | 0    |          |
| II liga                                                              | III miejsce                                                 | 0    |          |
| Holandia                                                             | Zdobyte trofea w rozgrywkach Holandii (stan na: 31-05-2023) |      |          |

## Poszczególne sezony

### Rozgrywki międzynarodowe

#### Europejskie puchary
Nie uczestniczył w rozgrywkach europejskich.

### Rozgrywki krajowe
| \| Holandia \| Bilans występów klubu w rozgrywkach piłkarskich Holandii (Stan na 31 maja 2023 r.) \| \| |                                                                                    |        |       |   |   |   |    |    |     |            |        |        |      |
| Poziom                                                                                                  | Rozgrywki                                                                          | Sezony | Mecze | Z | R | P | B+ | B– | Pkt | Lata       | Awanse | Spadki | Naj. |
| I | Hoofdklasse / Eredivisie                                                           | 13     |       |   |   |   |    |    |     | od 2010/11 | 0      | 0      | 4    |
| II | Topklasse                                                                          | 0      |       |   |   |   |    |    |     |            |        |        |      |
| III | Hoofdklasse                                                                        | 0      |       |   |   |   |    |    |     |            |        |        |      |
| | Puchar Holandii                                                                    | 13     |       |   |   |   |    |    |     | od 2010/11 | 0      | 0      | 2    |
| Holandia                                                                                                | Bilans występów klubu w rozgrywkach piłkarskich Holandii (Stan na 31 maja 2023 r.) |        |       |   |   |   |    |    |     |            |        |        |      |

## Piłkarki, trenerzy, prezydenci i właściciele klubu

### Trenerzy
- 2007–2009:  Maria van Kortenhof
- 2010–2013:  Bert Zuurman
- 2013–2016:  Sebastiaan Borgardijn
- 2016–2017:  Carin Bakhuis
- 2017:  Joran Pot (p.o.)
- 2017–2019:  Wim van der Wal
- 2019–2022:  Joran Pot
- 2022:  Roeland ten Berge
- od 07.2022:  Olivier Amelink

## Struktura klubu

### Stadion
Drużyna rozgrywa swoje mecze domowe w Zwolle na stadionie Sportpark Ceintuurbaan, który może pomieścić 3.000 widzów.

## Kibice i rywalizacja z innymi klubami

### Derby
- Oranje Nassau Groningen